# 青木章泰
青木 章泰（あおき あきひろ、1942年8月13日 -  ）は、日本の経営者。四国銀行頭取を務めた。

## 来歴・人物
高知県出身。1965年に中央大学商学部を卒業し、同年4月に四国銀行に入行した。1997年6月に取締役に就任し、2000年6月に常務、2002年6月に専務を経て、2004年6月には頭取に就任。2010年6月に会長に就任。
2021年11月に旭日中綬章を受章。